# Petter Wastå
Petter Wastå (* 2. Februar 1976) ist ein ehemaliger schwedischer Fußballspieler. Der Torwart hat für Kalmar FF über 200 Spiele in der Allsvenskan bestritten und holte mit dem Klub jeweils einmal die schwedische Meisterschaft und den Svenska Cupen.

## Werdegang
Wastå begann mit dem Fußballspielen bei Torsås GoIF. Im Sommer 1992 wechselte er in die Jugendabteilung von Östers IF. Beim Mariedals Cup, einem renommierten Nachwuchsturnier in Borås wurde er 1993 zum besten Torhüter gewählt. Im selben Jahr rückte er bei Östers IF in den Profikader auf und kam zu seinem einzigen Länderspiel im Trikot der schwedischen U21-Nationalmannschaft, als er an der Seite von Spielern wie Tommy Jönsson, Jörgen Pettersson und Erik Wahlstedt in Växjö gegen die norwegische Juniorenauswahl auflief.
1994 zog Wastå weiter zum Kalmar FF. Dort debütierte er als 19-Jähriger im Tor der ersten Mannschaft. Nachdem er anfangs noch Ersatzmann hinter Anders Karlsson war, konnte er diesen bald vom Platz zwischen den Pfosten verdrängen. In den folgenden Jahren erlebte er Höhen und Tiefen mit dem Klub. 1996 stieg die Mannschaft in die Drittklassigkeit ab, schaffte aber anschließend den Durchmarsch in die Allsvenskan. Anschließend pendelte man zwischen Erst- und Zweitklassigkeit, ehe nach dem Aufstieg 2003 die Etablierung in der Allsvenskan gelang. In der Spielzeit 2007 überholte er Leif Friberg, der in 132 Partien für KFF in der Allsvenskan aufgelaufen war, als Kalmars Torhüter mit den meisten Erstligaspielen. Nachdem in der Liga der Vizemeistertitel hinter IFK Göteborg gelungen war, erreichte er mit KFF das Pokalfinale. Durch Tore von César Santin, der doppelt traf, und Patrik Ingelsten gelang gegen den Meister der Triumph im Pokal. In der folgenden Spielzeit dominierte KFF lange die Liga und konnte durch ein 2:2-Unentschieden bei Halmstads BK am letzten Spieltag erstmals den schwedischen Meistertitel feiern, Wastå kam dabei in 29 von 30 Saisonspielen zum Einsatz. Im Pokalfinale nahm IFK Göteborg für die Vorjahresniederlage Revanche und setzte sich im Elfmeterschießen durch, nachdem vorher Wastå und sein Gegenüber Kim Christensen ohne Gegentreffer geblieben waren.
In den folgenden Jahren knüpfte Wastå mit der Mannschaft in der Liga nicht an den Erfolg an und belegte Plätze im mittleren Tabellenbereich. Im Laufe der Spielzeit 2010 verdrängte ihn Etrit Berisha als Stammkraft zwischen den Pfosten. Nach einer Verletzung des Konkurrenten kehrte er im letzten Drittel der folgenden Saison aufs Spielfeld zurück und stand somit auch im Endspiel um den Landespokal, das gegen Meister Helsingborgs IF mit einer 1:3-Niederlage verloren wurde. Wastå verursachte dabei einen Elfmeter, den Christoffer Andersson zum Endstand verwandelte.